# Mi punto de vista

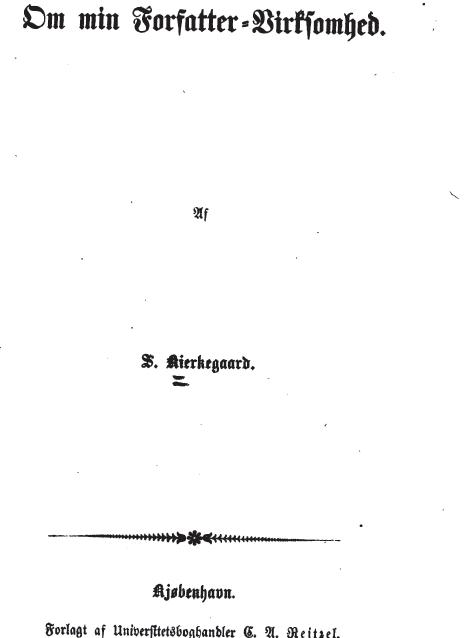
Portada de la primera edición (1847).

Mi punto de vista (Título original en danés: Om min Forfatter-Virksomhed) es una obra de Søren Kierkegaard escrita en 1847 en donde expone su punto de vista de la religión, la caída estética y la forma antes que el contenido.

## Estructura de la obra
En este libro Kierkegaard hace un giro definitivo sobre lo que tiene que ver con el cristianismo en Dinamarca. “El hecho y el dicho de ser cristiano no puede ser ajeno” decía kierkegaard, y según los biógrafos del filósofo, este mismo planteamiento le hizo alejarse un poco de las doctrinas impartidas desde la teología de su tiempo.
Según el mismo Kierkegaard en la redacción de su obra “mi punto de vista” su padre ejerció una considerable influencia sobre él, ya que no solo como lo había exclamado anteriormente le dio una educación “cruel y despiadada” sino que fue a su vez un ejemplo de rigor académico y de “teoría de la crisis”.
El libro esta divididó en varios enunciados que el expone como si fueran capítulos completos. Habla desde su experiencia personal y decide atacar fundamentos dogmáticos “nocivos” que el mismo había decidido superar. Tal vez en este punto de la obra bajo una “inspiración divina” decide dejar a su novia que tal vez lo alejaría de su papel en la vida encomendado por Dios. Critica abiertamente que esa inspiración divina llegue solamente al final de los días, cuando según cuenta la tradición danesa estaba enmarcada en que solo los viejos llegaban a ser cristianos, mientras se preocupaban por sus almas o en algunos casos mucho peores que le desagradaban al personalmente, buscaban remedio a tanto tiempo libre. En esta paradoja añade algunos otros capítulos dentro de los cuales sirve de plataforma el hecho de saber que la división de lo estético y lo religioso ayudan en gran medida, para que este pensamiento se difunda como verdad absoluta. Sin embargo esto último ha sido alimentado por mucho en los maestros, que de igual forma han contribuido a forjar una clara división entre ellos y sus discípulos, esto en forma clara con la vanidad. La vanidad entonces es vista por el autor como una clara muestra de lo que los falsos cristianos quieren hacer parecer con ser citados y pasar a la posteridad, más que por preocuparse por un ejercicio claro, concienzudo y sobre todo humilde.

## Punto de vista de la cristiandad
“El mal y la crítica hacen que un autor pueda fortalecerse o ser el más vil de todos” dice Kierkegaard, y esto porque según la tesis en “mi punto de vista” hace clara alusión a los prejuicios y a la persecución de los malos cristianos, según el planteamiento inicial la conciencia del cristiano no está en combatir con las mismas armas al desdichado o al errado, sino en hacer de sus planteamientos algo tan absurdo que el mismo caiga en su error. El “estimado público” (llamado así por los altos clérigos) sabrá que algún día no eran sus razones las más válidas, sino que a su vez son ellas las que los condenan de por vida.
Todas estas ideas de Kierkegaard se ven ambientadas sobre todo en el momento por el cual estaba pasando el escritor, las constantes mofas y burlas que de él se hacían, lo estético para el representaba una ayuda a lo religioso, y no una seria división, tanto las críticas a una iglesia conservadora a sus tradiciones y que no permitía otro tipo de difusión cristiana, como el miedo sentido por los artistas por retratar las creencias, hacían que Kierkegaard saliera a la defensa y reconciliación de los dos, aun cuando desde los dos puntos según el “se le había destrozado”.